# Campeonato Mundial de Ciclismo em Pista de 1963
O Campeonato Mundial UCI de Ciclismo em Pista de 1963 foi realizado na então cidade de Rocourt, atualmente um bairro de Liége, na Bélgica entre os dias 1 e 7 de agosto. Foram disputadas nove eventos, 7 para os homens (3 para os profissionais, 4 para amadores) e 2 para mulheres.
As provas aconteceram no Stade Vélodrome de Rocourt.

## Sumário de medalhas

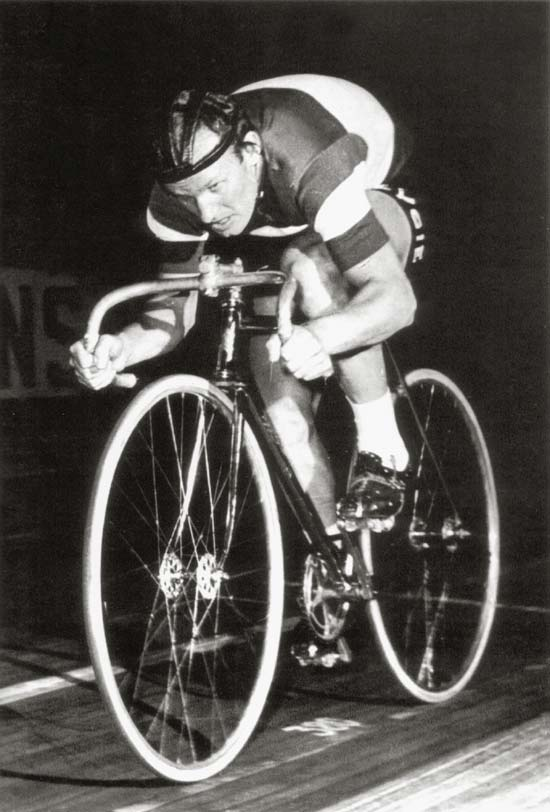
Leandro Faggin ciclista da Itália, vencedor da prova de perseguição individual.

| Eventos profissionais masculinos |                                                                                             | |                                                                               |
| Velocidade individual            | Sante Gaiardoni · Itália                                                                    | Antonio Maspes · Itália                                                                             | Jos De Bakker · Bélgica                                                       |
| Perseguição individual           | Leandro Faggin · Itália                                                                     | Peter Post · Países Baixos                                                                          | Henk Nijdam · Países Baixos                                                   |
| Motor-paced                      | Leo Proost · Bélgica                                                                        | Paul Depaepe · Bélgica                                                                              | Robert Varnajo · França                                                       |
| Eventos amadores masculinos      |                                                                                             | |                                                                               |
| Velocidade individual            | Patrick Sercu · Bélgica                                                                     | Sergio Bianchetto · Itália                                                                          | Pierre Trentin · França                                                       |
| Perseguição individual           | Jan Walschaerts · Bélgica                                                                   | Stanislav Moskvin · Soviet Union                                                                    | Hugh Porter · Reino Unido                                                     |
| Perseguição por equipe           | Soviet Union · Arnold Belgardt · Sergeï Teretschenkov · Stanislav Moskvin · Leonid Kolumbet | Alemanha Ocidental · Lothar Claesges · Clemens Grossimlinghaus · Karl-Heinz Henrichs · Ernst Streng | Dinamarca · Deut Hansen · Preben Isaksson · Leif Larsen Kurt · Kurt Vid-Stein |
| Motor-paced                      | Romain De Loof · Bélgica                                                                    | Karl-Heinz Matthes · Alemanha Oriental                                                              | Uli Cuginbuhl · Suíça                                                         |
| Eventos femininos                |                                                                                             | |                                                                               |
| Velocidade individual            | Galina Ermolaeva · Soviet Union                                                             | Irina Kiritchenko · Soviet Union                                                                    | Valentina Savina · Soviet Union                                               |
| Perseguição individual           | Beryl Burton · Reino Unido                                                                  | Yvonne Reynders · Bélgica                                                                           | Lyubov Rjabchenko · Soviet Union                                              |

## Quadro de medalhas

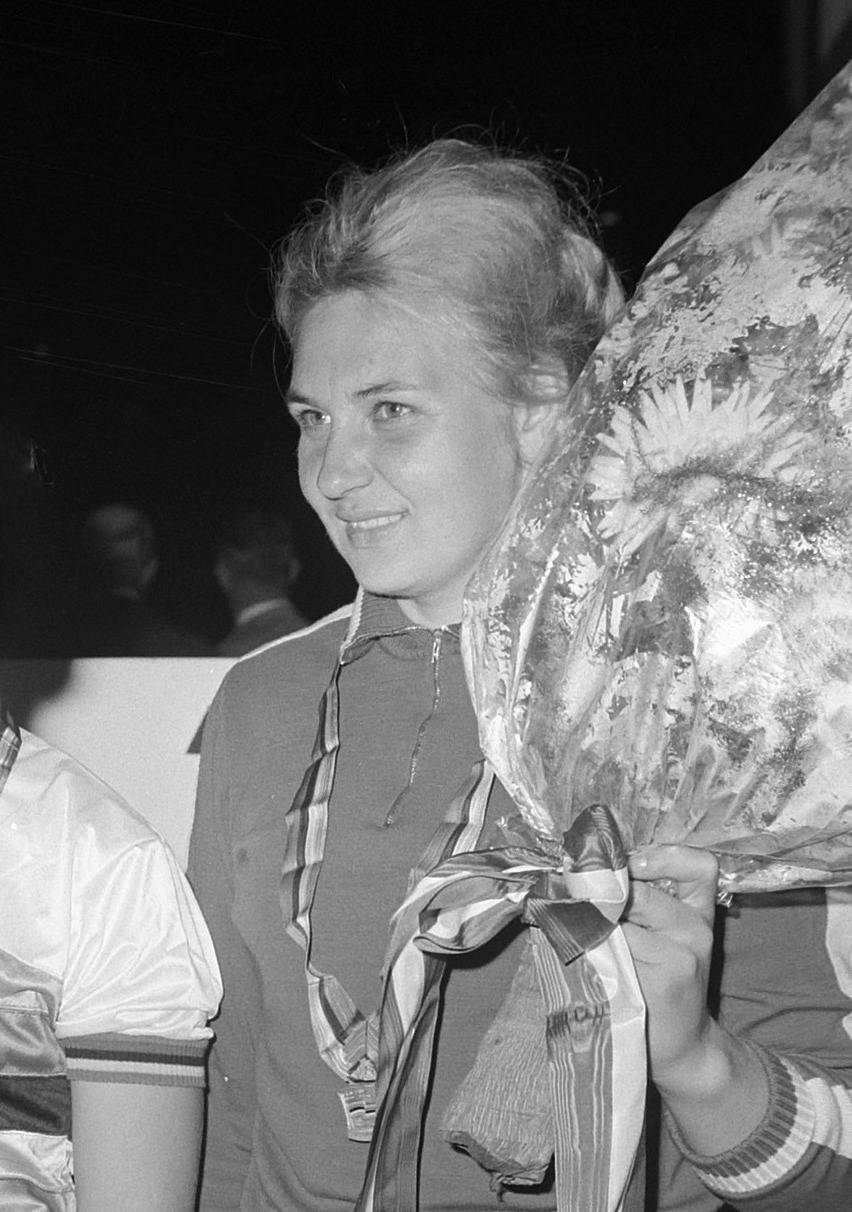
Galina Yermolayeva ciclista da União Soviética vencedora da prova feminina de velocidade.

| Ordem | País               | Medalha de ouro | Medalha de prata | Medalha de bronze | Total |
| ----- | ------------------ | --------------- | ---------------- | ----------------- | ----- |
| 1     | Bélgica            | 4               | 2                | 1                 | 7     |
| 2     | Soviet Union       | 2               | 2                | 2                 | 6     |
| 3     | Itália             | 2               | 2                | 0                 | 4     |
| 4     | Reino Unido        | 1               | 0                | 1                 | 2     |
| 5     | Países Baixos      | 0               | 1                | 1                 | 2     |
| 6     | Alemanha Oriental  | 0               | 1                | 0                 | 1     |
| 6     | Alemanha Ocidental | 0               | 1                | 0                 | 1     |
| 8     | França             | 0               | 0                | 2                 | 2     |
| 9     | Suíça              | 0               | 0                | 1                 | 1     |
| 9     | Dinamarca          | 0               | 0                | 1                 | 1     |
|       | TOTAL              | 9               | 9                | 9                 | 27    |